# Härnösand radio
Härnösand radio var en kustradiostation som hade stor betydelse för fartygstrafiken i Bottenhavet och Bottenviken i 77 år.

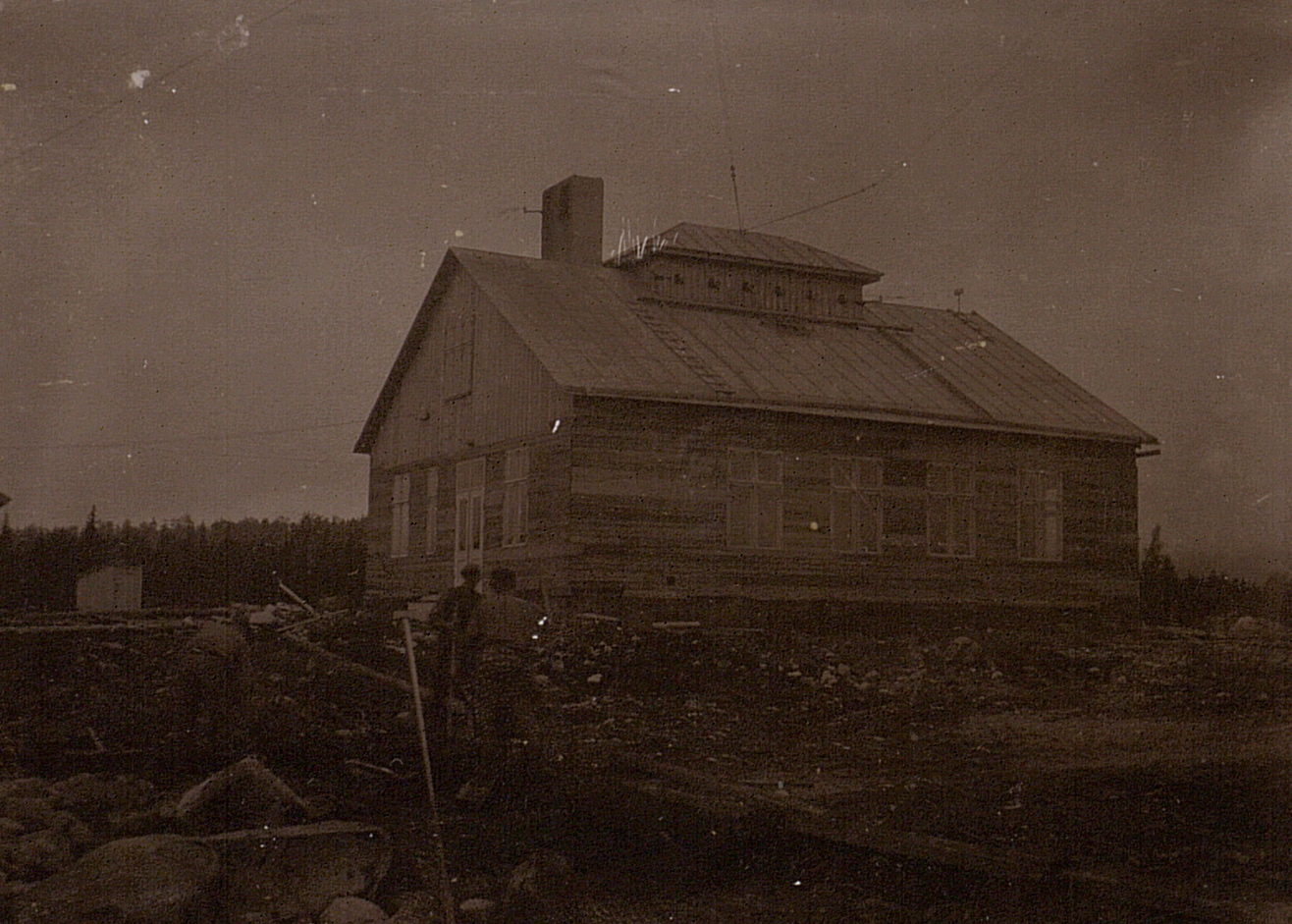
Tidig bild av Härnösand radio på Hemsön.

## Stationens historia
Härnösand radio byggdes på Hemsön nordost om Härnösand 1916, som ett resultat av Kungliga Telegrafstyrelsens, arméns och marinens gemensamma plan för att säkerställa radiokommunikation runt Sveriges kust.
Stationen utrustades med en 8 kW gnistsändare med anropssignal SAH, men fram till 1939 fanns ingen ström på Hemsön, utan batterier som laddades med fotogendrivna Pentamotorer användes som kraftkälla.
Under Nobile-expeditionen med luftskeppet Italia till Nordpolen 1928, hölls livlig radiokontakt, och Härnösand radio sände även pejlsignaler för luftskeppets navigering. 
Sedan luftskeppet havererat, kunde de överlevande räddas med hjälp av radiokontakt mellan Härnösand radio och haveristen.
År 1939 fick stationen möjlighet att koppla samtal till telefonnätet iland, och 1940 byggdes en separat sändarstation i Prästhushamn 6 km från mottagarstationen för att undvika störningar på telefonin.

I mitten av 1960-talet byggdes en fjärrmanövrerad station nära Skellefteå, och något senare byggdes en kedja av fjärrmanövrerade VHF-stationer mellan Kalix och Öregrund.
I början av 1970-talet fanns planer på att slå samman stationen med Stockholm radio, men sjösäkerhetsskäl gjorde att stationen i stället utökades och flyttades till Sälsten på Härnön, vid Härnösand. Invigning av nya stationen skedde 1975, och samtidigt tog stationen över kustradiotrafik och sjöräddningsansvar från Boden radio och Luleå radio. Utrustningen bestod av VHF- och gränsvågstelefoni, telefoni på 4 MHz kortvåg, och långvågs-telegrafi.
Då planeringen för det satellitbaserade sjöräddningssystemet GMDSS gjorde det nödvändigt för Televerket att se över antalet kustradiostationer under 1990-talet, så stängdes Härnösand radio ner 31 mars 1993, och de tekniska resurserna togs över av Stockholm radio.